# 6734 Benzenberg
6734 Benzenberg eller 1992 FB är en asteroid i huvudbältet som upptäcktes den 23 mars 1992 av de båda japanska astronomerna Seiji Ueda och Hiroshi Kaneda i Kushiro. Den är uppkallad efter den tyske fysikern och astronomen Johann Friedrich Benzenberg.
Asteroiden har en diameter på ungefär 14 kilometer och den tillhör asteroidgruppen Eos.